# Palais Ludwig Ferdinand
Le Palais Ludwig Ferdinand (aussi appelé le Palais Alfons ou le Palais Siemens) est un palais du début du 19e siècle de Munich, en Bavière, conçu par Leo von Klenze. Il est situé sur la Wittelsbacherplatz, mais fait partie d'un ensemble de bâtiments sur le côté ouest de l'Odeonsplatz. Il a été la propre résidence de Klenze, a ensuite appartenu aux Princes Alfons et Ludwig Ferdinand de Bavière. Il est aujourd'hui le siège de Siemens.

## Histoire
Le palais a été construit en 1825–26 pour Karl Anton Vogel, un fabricant d'or et de fil d'argent. Ses façades ont été conçues par Leo von Klenze, qui a vécu à l'étage noble pendant 25 ans. Klenze avait initialement prévu le site pour bâtir la première église protestante de Munich, mais celle-ci sera finalement construite plus tard, et à un autre emplacement,,. Vers 1850, le bâtiment a été agrandi vers l'ouest.
À partir de 1878, le bâtiment a appartenu aux Princes Alfons et Ludwig Ferdinand de Bavière, dont les plus anciens noms sont dérivés. Ludwig Ferdinand l'avait remodelé, et autour de 1900, la façade sur Wittelsbacherplatz a été embellie avec des portes voûtées et un balcon.

## Siège de Siemens
Le bâtiment a été gravement endommagé pendant la Seconde Guerre mondiale. Après la reconstruction, il a été loué en 1949 pour Siemens & Halske, un prédécesseur de Siemens AG, qui l'a initialement utilisé pour leur pool de moteurs et leurs affaires. À la mort du Prince Ludwig Ferdinand, en 1949, les cousins Hermann von Siemens et Ernst von Siemens, ont décidé de l'acheter pour en faire le siège de la société, comme siège de la direction générale et du conseil de surveillance, et, en 1957, ont finalisé le contrat de vente avec le prince héritier. Ces principales institutions de Siemens siègent encore aujourd'hui dans cette maison. Un escalier a été ajouté sur le côté de la Wittelsbacherplatz en 1968. Le bâtiment, ainsi que de vastes nouvelles ailes adjacentes occupant un bloc entier, ont subi une rénovation en profondeur jusqu'en 2016.

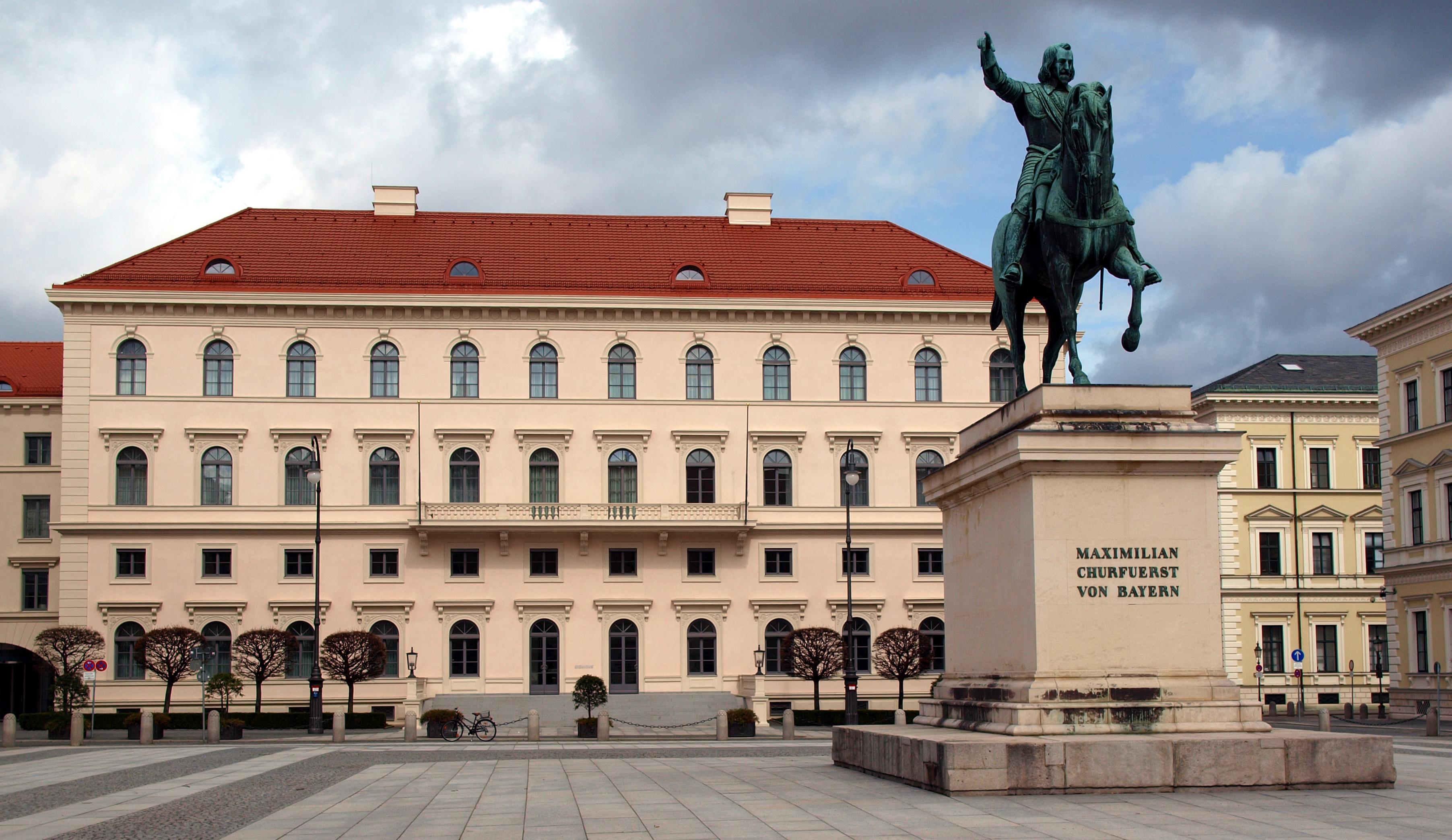
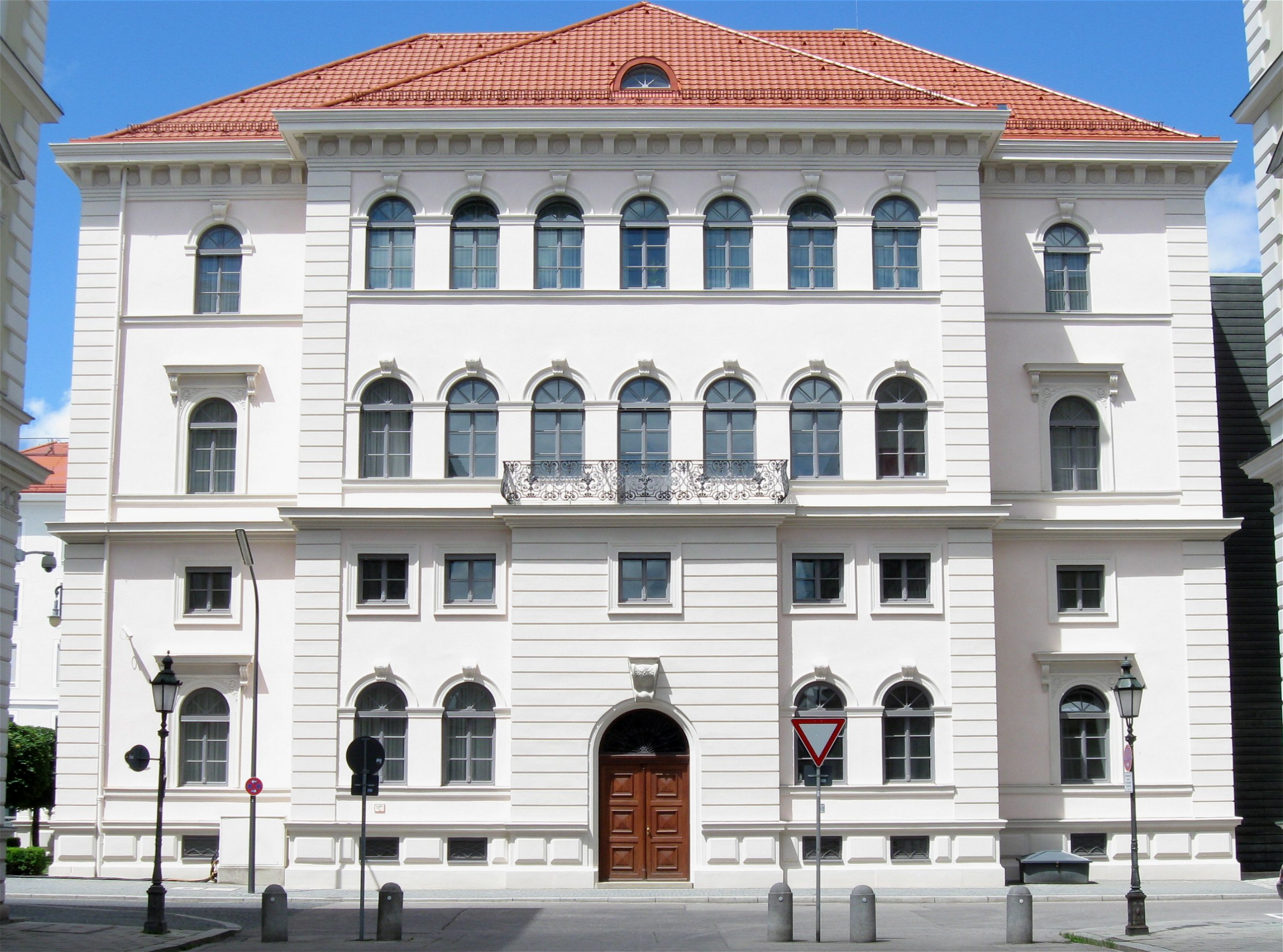
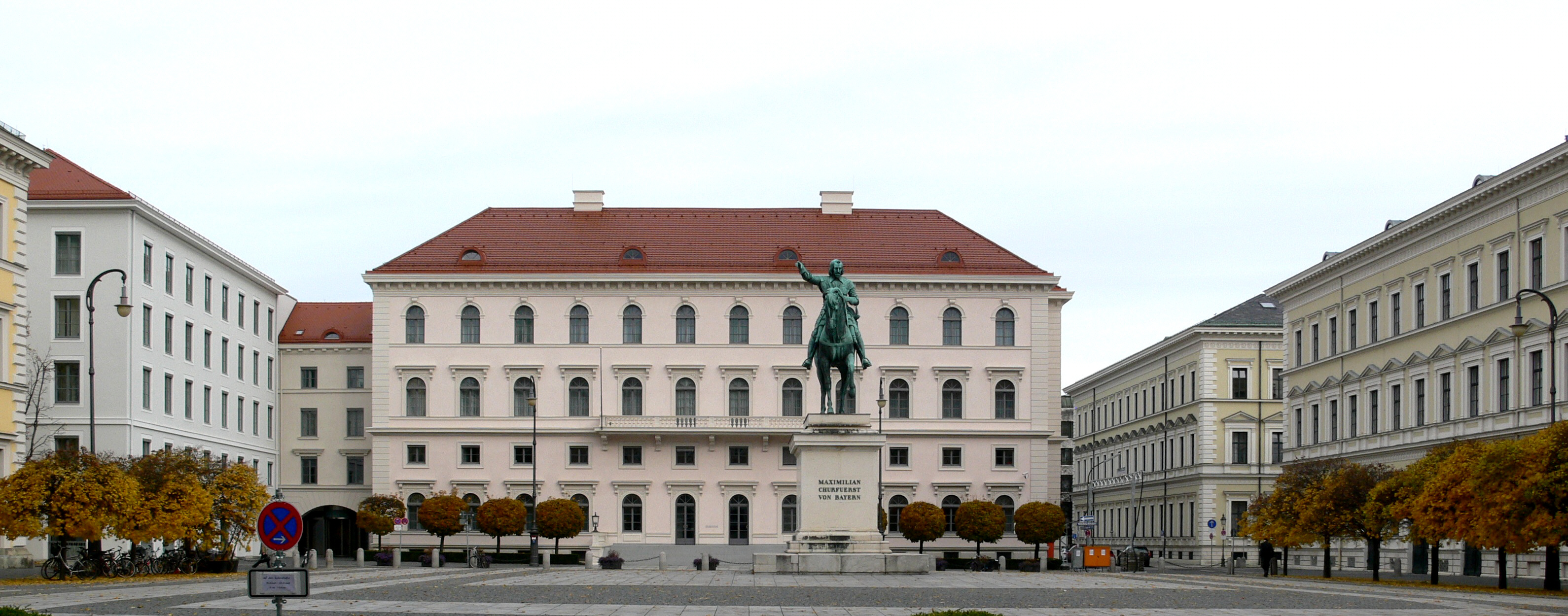